# East Lansing
East Lansing é uma cidade localizada no estado americano de Michigan, no Condado de Clinton e Condado de Ingham.

## Demografia
Segundo o censo americano de 2000, a sua população era de 46.525 habitantes.
Em 2006, foi estimada uma população de 46.009, um decréscimo de 516 (-1.1%).

## Geografia
De acordo com o United States Census Bureau tem uma área de
29,1 km², dos quais 29,1 km² cobertos por terra e 0,0 km² cobertos por água. East Lansing localiza-se a aproximadamente 263 m acima do nível do mar.

## Localidades na vizinhança
O diagrama seguinte representa as localidades num raio de 12 km ao redor de East Lansing.